# Салланд

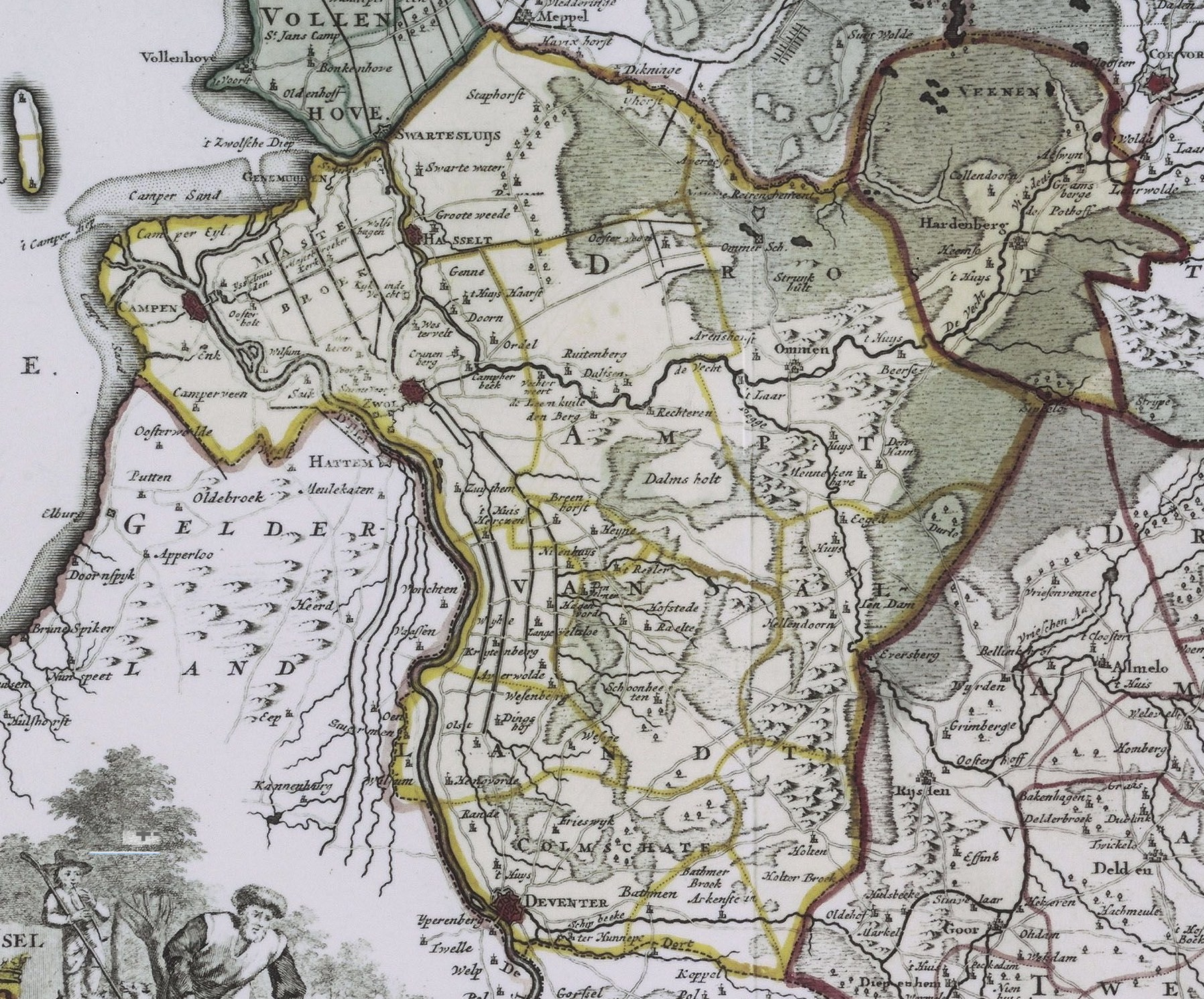
Карта Салланда (1757)

Салланд (нид. Salland) — историко-географический регион в Нидерландах.
Салланд находится в восточной части Нидерландов, в провинции Оверэйссел, на землях, лежащих между городами Девентер, Зволле, Оммен и Рейссен-Холтен. Западной его границей является восточный берег реки Эйссел. Регион интересен живописными равнинными ландшафтами, а также разбросанными по его территории средневековыми замками и небольшими рощами. Салланд является районом интенсивного сельского хозяйства. Одним из важных производительных центров считается индустриальное поселение Ралте. Развит также туризм, в частности, предлагаются велосипедные туры по региону.
Другие города Салланда — Харденберг, Стапхорст, Далфсен.